# Base Law-Racovita
La Base Law-Racovita-Negoita (en rumano: Stația Law-Racoviță-Negoiţă) (del inglés: Law–Racoviţă–Negoiţă Scientific Research Station) es la primera y única estación de investigación y exploración utilizada por Rumania en la Antártida. La propiedad de la base pertenece a Australia, que transfirió su operación a Rumania. Fue inaugurada el 5 de febrero de 1986 por Australia como Base Law (del inglés: Law Station), y de manera conjunta por Rumania el 13 de enero de 2006 como Base Law-Racovita.
Su nombre honra a Philip Law, el primer investigador que estudió la Antártida Oriental; y al explorador Emil Racovita, el primer rumano en alcanzar la Antártida en la Expedición Antártica Belga en el barco RV Belgica (1897-1899). El 9 de diciembre de 2011 el Gobierno australiano le agregó el nombre Negoita.

## Localización
La base se encuentra en la Tierra de la Princesa Isabel, en las colinas Larsemann. Está localizada en un área rocosa a cerca de 3 km de la costa de Ingrid Christensen, en la Antártida Oriental. Se halla a 2 km de la Base Zhongshan de la República Popular China y cerca de la Base Progres II de Rusia, lo que permite considerable cooperación entre esos países. La estación está a 13 352 km de la capital rumana, Bucarest.
El acceso a la base se realiza de dos formas: vía helicóptero desde la Base Davis, ubicada a aproximadamente 80 km al noreste, o por tierra desde Zhongshan o Progres II.

## Historia
En 1986 Australia construyó la Base Law para investigaciones polares de verano. 
Los intentos del explorador Teodor Negoiță de desarrollar una base rumana en la Antártida comenzaron en 1997, cuando presentó su trabajo para el Tratado Antártico, que Rumania ratificó en 1971. Ningún rumano había previamente contribuido con evidencias de investigación. A pesar del reconocimiento de su trabajo por investigadores polares de otros países, ningún progreso fue hecho para la creación de una estación polar rumana hasta 2000, cuando Negoiță tuvo el honor de pronunciar el discurso de apertura del encuentro de naciones del Tratado Antártico en Londres, ante delegaciones de 43 países. 
Después de dos años de negociaciones, durante el encuentro de 2005 en Estocolmo, un acuerdo fue firmado por el que Australia donó a la Fundației Antarctice Române y al Institutului Român de Cercetări Polare una de sus bases en la costa este de la Antártida, que fue renombrada Stația Law-Racoviță, y localizada bajo la dirección de Negoiță. La firma de ese acuerdo tuvo lugar en presencia de los embajadores de ambos países.
"After more than 100 years, I brought Racoviță back to Antarctica. I had the greatest satisfaction in my career when I acquired the base from the Australians. I was so emotional then that I couldn't even sign the treaty."- Teodor Negoiță
Luego de la inauguración de la base, Teodor Negoiță hizo su XIII expedición a la región polar, permaneciendo dos meses y medio en la Antártida, con un equipo de investigadores que incluyó la primera mujer rumana en la Antártida, una bióloga y bioquímica. Ellos realizaron investigaciones del suelo, sedimentos, y microorganismos del continente.
El 20 de febrero de 2006 la operación de la base fue oficialmente transferida a Rumania por Australia.

## Instalaciones
Law-Racovita está construida de material anticorrosivo y aislante, con un gran edificio de laboratorio y cinco dormitorios, una estación de radio, y un depósito de combustibles. Las construcciones están diseñadas para adaptarse al frío medio ambiente, fijados a pequeñas plataformas que pueden ajustarse por pies, con un mínimo impacto sobre el ambiente. El edificio que sirve como laboratorio está construido de paneles prefabricados, que requieren un mínimo de tiempo para ensamblarse. Los dormitorios son rojos y están construidos con fibra de vidrio exterior y poliuretano como aislación interior, y ventanas construidas de policarbonato. Los residuos producidos son depositados en un receptáculo y evacuados diariamente por miembros de la base. El suministro de energía de la base a por medio de un pequeño generador y paneles solares. Un lago cercano provee de agua potable, que también se obtiene derritiendo nieve. El contacto es mantenido con otras bases vía una radio VHF permanente, alimentada por paneles solares. 

## Investigaciones
"It is a first for Antarctic research in Romania, a signatory country to the Antarctic Treaty in 1971, which gives us the right to use the territory in the extreme south in a peaceful way. (...) It is easier for a country in Romania's position to use an old base than to construct a new one." - Teodor Negoiță 
El costo anual de uso de la base por expediciones rumanas es estimado en alrededor de 20 000 USD.
En diciembre de 2006, al comienzo del verano austral, llegó el primer equipo de investigadores rumanos a la base. 
El programa de investigaciones incluye estudios sobre bioquímica, biotecnología, farmacéutica, agricultura, hidrología, limnología, medicina, meteorología, etc. Los datos de esos estudios son analizados en laboratorios rumanos.
La base es manejada por la Fundación Antártica Rumana (Fundației Antarctice Române) a través del Instituto Rumano de Investigación Polar (Institutului Român de Cercetări Polare).